# مرتع آغ دره
مرتع آغ دره مرتعی در استان آذربایجان شرقی و در روستای مجارشین می باشد . 
مرتع آغ دره مرتعی است بسیار سرسبز و پر آب و علف که در بین دو کوه بزرگ اوریان با ارتفاع ۲۸۵۰ متر و آناخاتون با ارتفاع ۲۸۲۰ متر قرار گرفته است .
آغ دره به شکل دره ای بزرگ می باشد و دارای چندین چشمه بزرگ نیز هست . این دره بزرگ با نگه داشتن برف زیاد در فصل زمستان و ذوب شدن آن در فصل بهار و تابستان موجب پر آب شدن و سیلابی شدن دره می شود .به همین خاطر برای کنترل سیلاب های آغ دره سد مخزنی مجارشین بر روی این دره ساخته می شود .
پرآب ترین چشمه های آغ دره قویی چشمه و قیه چشمه می باشد.
آغ دره و سویوخ بولاغ دو مرتع بزرگ در روستای مجارشین می باشد .